# Hotel Royal Decameron Salinitas

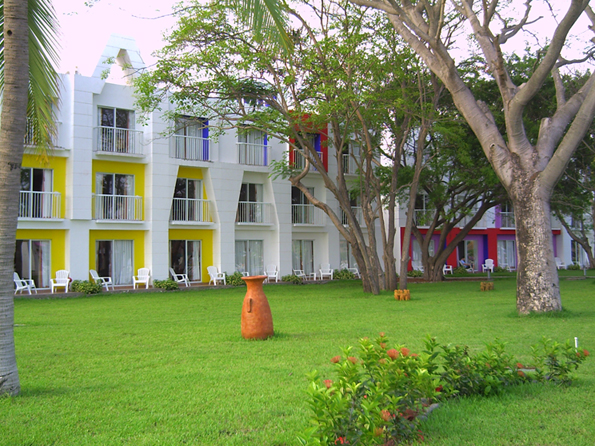
Complejo de habitaciones en el hotel.

El Hotel Royal Decameron Salinitas, perteneciente a la cadena hotelera Decameron - All inclusive Hotels & Resorts está ubicado en la costa pacífica salvadoreña del departamento de Sonsonate, específicamente en la Playa los Cóbanos aproximadamente a unos 90 kilómetros de San Salvador.

## Historia

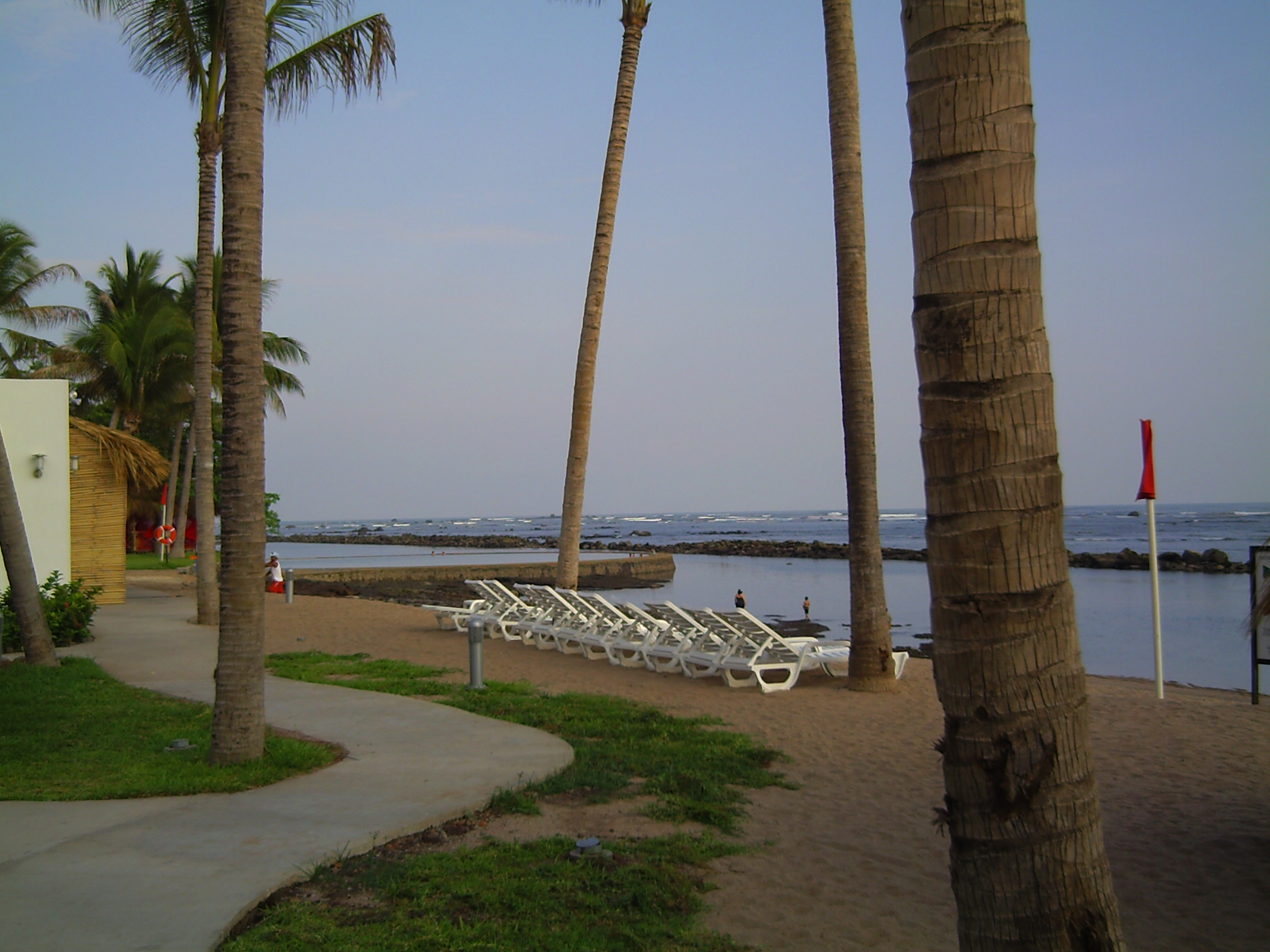
Playa.

Dicho complejo fue desarrollado con capital colombiano e inaugurado en el año 2005 convirtiéndose en el hotel de playa más grande de la costa salvadoreña, con una superficie de 270,000 m² y aproximadamente 1 kilómetro de playa y arena. Su construcción inició con la presencia de autoridades presidenciales, considerando que es uno de los proyectos más ambiciosos en el rublo turístico.

## Modo de operación
El hotel opera bajo el estilo todo incluido siguiendo el estándar que mantiene la cadena colombiana en países como Panamá, Jamaica, México y Colombia.

## Aporte a la economía salvadoreña
Con una inversión de más de $20 millones de dólares, esta se convirtió en la mayor del sector turístico de los últimos años, favoreciendo a la economía local y nacional llegando a ser uno de los resort más grandes de la costa pacífica central. Decameron vino a El Salvador para quedarse, dijo su directivo, Diego Ricardo Nieto, y así lo han demostrado. La inversión inicial de $20 millones será a finales de 2007 de más de $35 millones de dólares, incluyendo las 114 habitaciones hoy en construcción y el recién inaugurado centro de convenciones que tiene capacidad para más de 2.000 personas en 10 salones.
El área de construcción significó un impacto positivo para el país ya que Decamerón utilizó diversos subcontratistas salvadoreños. Se le dio prioridad a la materia prima nacional y sus proveedores locales. De igual manera, los empresarios nacionales tienen una participación importante en la cadena de distribución de insumos tales como alimentos y bebidas.
La materia prima utilizada para la construcción del hotel, fue obtenida en su mayor parte de empresas salvadoreñas, lo cual significó una fuerte inyección de capital a la economía del país. Además, es una fuente de ingresos para el país puesto que atrae a 1600 turistas extranjeros mensualmente, generando así un crecimiento en las divisas.
Una de las principales fortalezas que el grupo Decameron ha logrado aprovechar en El Salvador, es la cercanía con otros centros turísticos reconocidos a nivel mundial como Antigua Guatemala y Santa Rosa de Copán.
Por otro lado, debe considerarse que el hotel constituye una fuente de empleos importante para El Salvador, se ha dado prioridad de contratación a trabajadores de la zona de Acajutla (sector donde se sitúa el principal puerto marítimo de El Salvador), todo esto debido a que una de las políticas que el Ministerio de Turismo y la ley de Turismo exigen, es que los empleados sean mayoritariamente salvadoreños.

## Turismo y Cultura
Según el Ministerio de Turismo salvadoreño, la estructura que posee el hotel resalta rasgos culturales de El Salvador rescatando motivos autóctonos como pirámides escalonadas y la presencia de monolitos-estelas.